# Gilberto Corbellini
Gilberto Corbellini (Cadeo, 22 febbraio 1958) è un epistemologo italiano, i cui interessi accademici riguardano la storia della medicina e la bioetica.

## Biografia
Gilberto Corbellini è un professore ordinario di storia della medicina e insegna bioetica alla Sapienza Università di Roma, dove è stato direttore del Museo di storia della medicina fino al 2017.
Laureatosi in filosofia della scienza con una tesi sull'epistemologia evoluzionistica di Donald Campbell, Konrad Lorenz e Karl Popper, ha successivamente conseguito il dottorato in sanità pubblica. I suoi primi interessi di studio hanno riguardato la storia e la filosofia della biologia evoluzionistica, delle immunoscienze e delle neuroscienze, per includere quindi lo studio della storia della malaria e della malariologia in Italia, delle ricadute della genetica molecolare in medicina, delle implicazioni del pensiero evoluzionistico darwiniano per la medicina e l'evoluzione della pedagogia medica.
L'approccio storico-epistemologico all'evoluzione del pensiero medico ha trovato una sintesi nella ricostruzione della storia delle idee di salute e malattia, contestualizzate in relazione alle transizioni epidemiologiche e sanitarie, e delle trasformazioni metodologiche a cui è andata incontro la ricerca delle spiegazioni causali delle patologie.
La sua ricerca si è orientata anche verso l'esame delle radici storiche e culturali delle controversie bioetiche. Nei suoi libri, articoli e interventi pubblici difende un'idea non confessionale né ideologica della bioetica, che ha radici filosofiche in uno scetticismo morale radicale, naturalistico e non relativista.
Sulla base delle esperienze maturate come divulgatore e commentatore di temi scientifici nei mezzi di informazione, ha coltivato anche un interesse per la percezione sociale della scienza e per il ruolo della cultura scientifica nella costruzione dei valori civili della modernità. In Scienza, quindi democrazia (Einaudi 2011) sostiene che l'invenzione e l'espansione del metodo scientifico hanno consentito e favorito l'evoluzione del libero mercato e dello stato di diritto, ovvero che la scienza ha funzionano come catalizzatore nella costruzione e manutenzione dei valori critico-cognitivi e morali che rendono possibile il funzionamento dei sistemi liberaldemocratici.
Collabora regolarmente, dal 1997, al supplemento culturale Domenica del Sole 24 Ore. È stato per dieci anni copresidente dell'Associazione Luca Coscioni per la Libertà di Ricerca Scientifica, è presidente della Fondazione Antonio Ruberti, ha fondato e codiretto con Gianfranco Bangone la rivista di cultura scientifica “Darwin” e ha fatto parte, dimettendosi dopo un anno, del Comitato Nazionale per la Bioetica.
Il 7 aprile 2017 è stato nominato direttore del Dipartimento di scienze sociali e umane, patrimonio culturale (Dsu) del Consiglio Nazionale delle Ricerca, incarico che ha svolto fino al 30 aprile 2021.
Sulla pandemia da Covid-19 e il dibattito pubblico che ne è conseguito, ha scritto insieme al politologo Alberto Mingardi una lunga serie di articoli pubblicati dai quotidiani Il Foglio e Linkiesta. La collaborazione è proseguita con il libro La società chiusa in casa. La libertà dei moderni dopo la pandemia, un saggio accademico che intreccia le prospettive dei due studiosi per riflettere centralità, nella nostra storia, del rapporto fra comunità umane e micro-parassiti.

## Libri
- L'evoluzione del pensiero immunologico, Bollati Boringhieri, Torino, 1990.
- Le grammatiche del vivente. Storia della biologia e della medicina molecolare, Roma-Bari, Laterza, 1999;
- Breve storia delle idee di salute e malattia, Roma, Carocci, 2004;
- Bi(blio)etica (con Pino Donghi e Armando Massarenti), Torino, Einaudi, 2006;
- EBM. Medicina basata sull'evoluzione, Roma-Bari, Laterza, 2007;
- La razionalità negata. Psichiatria e antipsichiatria in Italia (con Giovanni Jervis), Torino, Bollati Boringhieri, 2008;
- Perché gli scienziati non sono pericolosi, Milano, Longanesi, 2009;
- Scienza, quindi democrazia, Torino, Einaudi, 2011;
- Dalla cura alla scienza (con Maria Conforti e Valentina Gazzaniga), Milano, Encyclomedia Publishers, 2011;
- Scienza, Torino, Bollati Boringhieri, 2013;
- Tutta colpa del cervello: un'introduzione alla neuroetica (con Elisabetta Sirgiovanni), Milano, Mondadori Università, 2013[3];
- Cavie? Sperimentazione e diritti animali (con Chiara Lalli), Bologna, Il Mulino, 2016;
- Nel Paese della Pseudoscienza. Perché i pregiudizi minacciano la nostra libertà. Milano, Feltrinelli, 2019.
- La società chiusa in casa. La libertà dei moderni dopo la pandemia (con Alberto Mingardi). Venezia, Marsilio, 2021.